# Zsoucsiamo
A zsoucsiamo (肉夹馍, ròujiāmó) vagy zsoukamo (肉夹馍, ròugāmó), melynek jelentése „húsos szendvics”, Sanhszi (Shaanxi) tartományból származó kínai utcai étel. Külföldön nevezik kínai hamburgernek is.

## Jellemzői
A húsos szendvics egyik fő eleme a hús, mely általában sertéshús, Hszian (Xi'an) muszlim részein marhahús, Kanszu (Gansu)ban pedig jobbára bárány, melyet különféleképpen fűszerezhetnek. A húst darálják vagy apró darabokra vágják, és pajcsiamo (baijiamo) zsemlébe töltik. A pajcsiamo (baijiamo) búzalisztből készül kelesztéssel, hagyományosan kemencében sütik, egyes területeken azonban serpenyőben készül.
A zsoucsiamo (roujiamo) a nyugati hamburger, illetve húsos szendvicsek kínai megfelelőjének számít. Valószínűleg az egyik legrégebbi húsos szendvics, a zsemle a Csin (Jin)-dinasztia (i.e. 221–207) koráig vezethető vissza, a húsos töltelék pedig a Csou (Zhou)-dinasztia (i.e. 1045–256) koráig. Mivel azonban a hússal töltött kenyérféleség univerzális étel, nem lehet tudni, mikor készítették először.

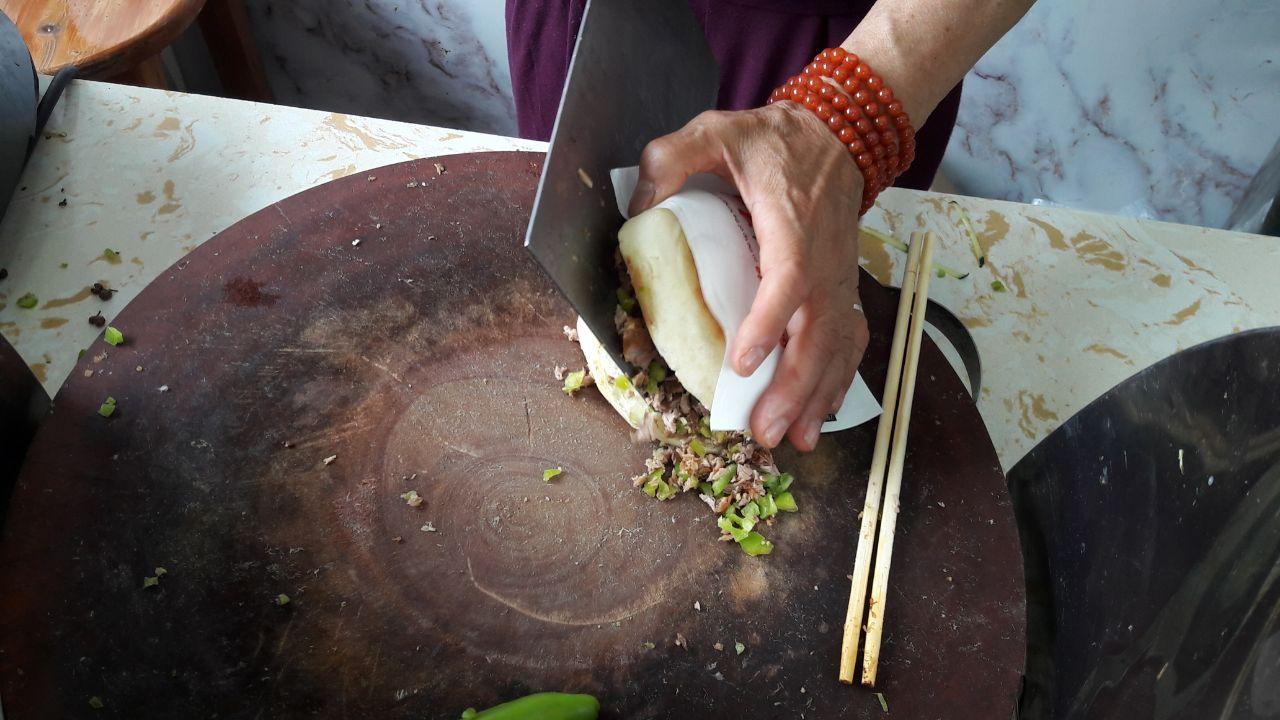
Készítése
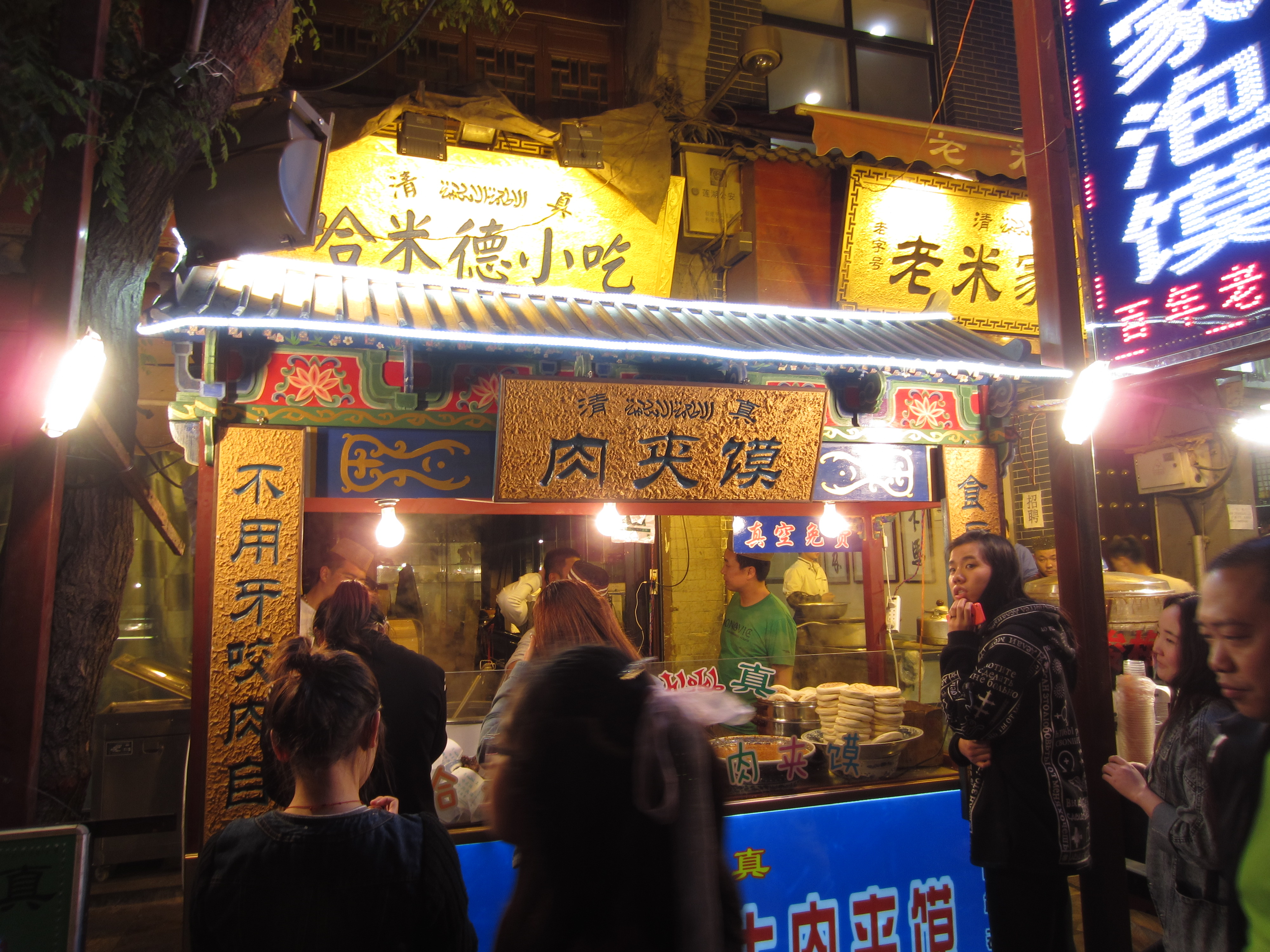
Zsoucsiamo (Roujiamo)-árus Hszian (Xi'an)ban

## Fordítás
- Ez a szócikk részben vagy egészben  a   Roujiamo című angol Wikipédia-szócikk fordításán alapul.  Az eredeti cikk szerkesztőit annak laptörténete sorolja fel. Ez a jelzés csupán a megfogalmazás eredetét és a szerzői jogokat jelzi, nem szolgál a cikkben szereplő információk forrásmegjelöléseként.